# Колекционерът (филм, 1965)
„Колекционерът“ (на английски: The Collector) е психологически филм на ужасите от 1965 г., режисиран от Уилям Уайлър и с участието на Терънс Стамп и Саманта Егар. Сюжетът проследява историята на млад англичанин, който дебне красива студентка по изкуства, преди да я отвлече и затвори в плен в мазето на селската си къща. Филмът е базиран на едноименния роман на Джон Фаулз от 1963 г., със сценарий, адаптиран от Стенли Ман и Джон Кон. Уайлър отказва да работи по „Звукът на музиката“, за да режисира „Колекционерът“.
По-голямата част от филма е заснет на звукови сцени в Лос Анджелис, въпреки че външните сцени са заснети на място в Лондон, Форест Роу в Източен Съсекс и Уестърхам в Кент. Снимките се провеждат в края на пролетта и началото на лятото на 1964 г. Оригиналната версия на Уайлър е с продължителност около три часа, но е съкратена до два часа по настояване на студиото и продуцента.
Премиерата на „Колекционерът“ е на филмовия фестивал в Кан през май 1965 г., където Стамп и Егар печелят наградите съответно за най-добър актьор и най-добра актриса. След излизането си по кината през юни 1965 г., филмът получава до голяма степен благоприятни отзиви. Егар печели награда „Златен глобус“ за най-добра актриса в драма за изпълнението си и е номинирана за наградата на Академията за най-добра актриса, докато Уайлър получава номинация за най-добър режисьор. Това е последната от рекордните 12 номинации на Уайлър за „Оскар“ за най-добър режисьор.

## Актьорски състав
- Терънс Стамп в ролята на Фредерик „Фреди“ Клег
- Саманта Егар в ролята на Миранда Грей
- Мона Уошборн в ролята на леля Ани
- Морис Далимор в ролята на полковник Уитман
- Алисън Еймс в ролята на първата жертва
- Идина Рони в ролята на медицинската сестра/следващата жертва